# HD 49674
HD 49674 (Nervia) – gwiazda typu żółty karzeł o typie widmowym G5V. Znajduje się w odległości 133 lat świetlnych od Ziemi. Jest położona w gwiazdozbiorze Woźnicy. 
W 2002 roku odkryto planetę HD 49674 b (Eburonia) krążącą wokół tej gwiazdy

## Nazwa
Gwiazda ma nazwę własną Nervia, wywodzącą się od celtyckiego plemienia Nerwiów. Nazwa została wyłoniona w konkursie zorganizowanym w 2019 roku przez Międzynarodową Unię Astronomiczną w ramach stulecia istnienia organizacji. Uczestnicy z Belgii mogli wybrać nazwę dla tej gwiazdy. Spośród nadesłanych propozycji zwyciężyła nazwa Nervia dla gwiazdy i Eburonia dla planety.